# Что такое теория относительности?
«Что такое теория относительности?» — короткометражный научно-популярный фильм, снятый режиссёром Семёном Райтбуртом на 2-м творческом объединении киностудии «Моснаучфильм» в 1964 году.

## Сюжет
В купе поезда, идущего в Новосибирск, молодая женщина-физик объясняет своим попутчикам-актёрам, едущим на съёмки фильма, что такое теория относительности. Несмотря на доступность изложения, рассказ принимается с разной степенью понимания каждым из её собеседников, а кто-то вообще заснул, пропустив всё объяснение.

## В фильме снимались
- Алла Демидова — учёный-физик
- Алексей Полевой — актёр
- Георгий Вицин — актёр
- Алексей Грибов — актёр
- Георгий Тусузов — пассажир с шашками

## Съёмочная группа
- Авторы сценария: Семён Лунгин, Илья Нусинов
- Консультант: В. Жигулёв
- Режиссёр: Семён Райтбурт
- Оператор: Ю. Беренштейн
- Мультипликация Л. Григорьева
- Художник: Л. Чибисов
- Комбинированные съёмки: С. Валов
- Звукооператор: К. Бек-Назаров
- Композитор: А. Зацепин
- Редактор: В. Злотов
- Директор картины: Ф. Могилевский

## Производство
Алла Демидова, исполнившая в фильме роль учёного-физика, позднее признавалась, что хоть и «с умным видом объясняла несведущим артистам Грибову, Вицину и Полевому эту великую теорию, сама в ней, конечно же, ничего не поняла».